# Schloss Steinbach (Lohr am Main)

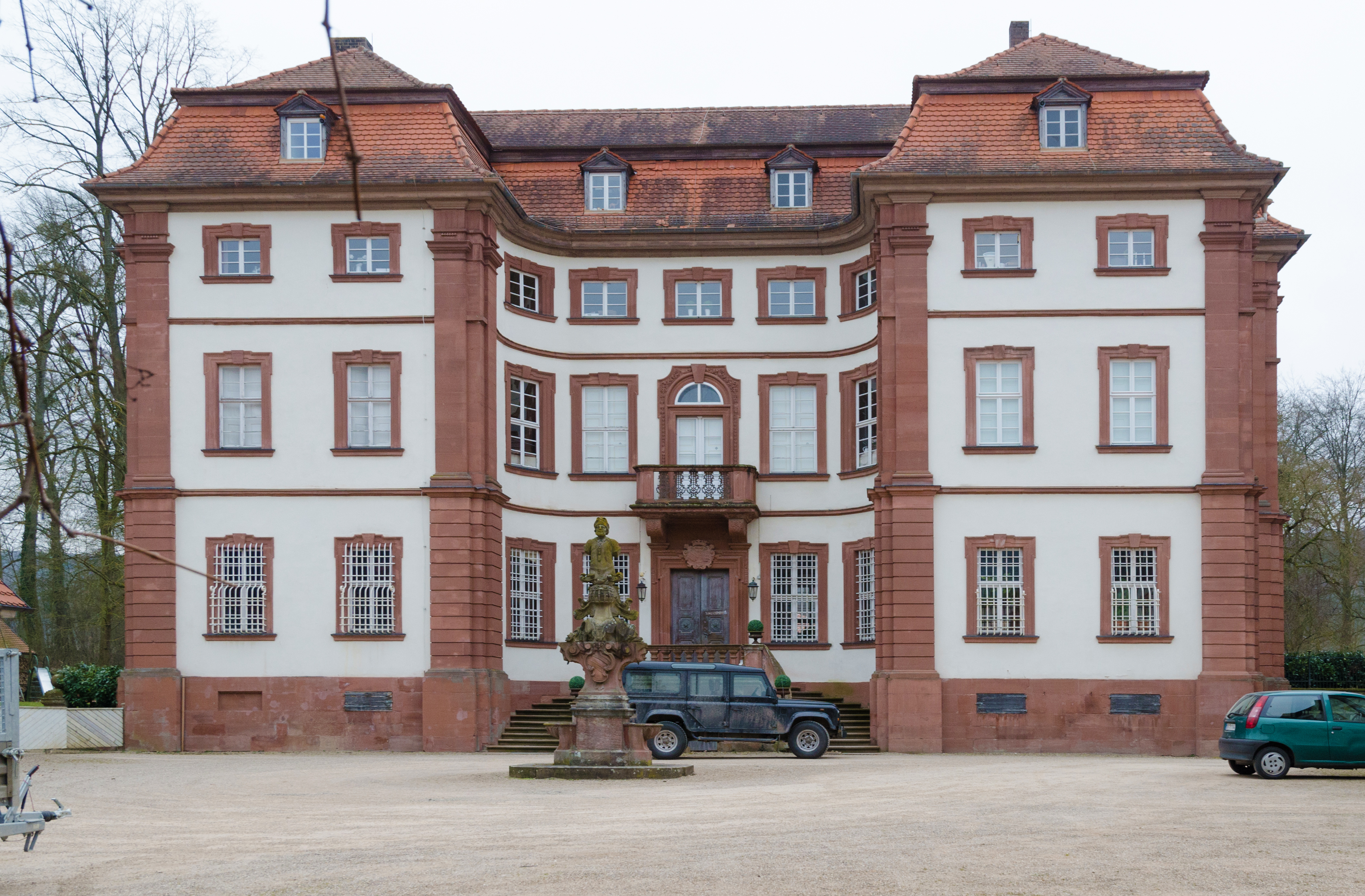
Das Neue Schloss, Blick auf die Nordseite

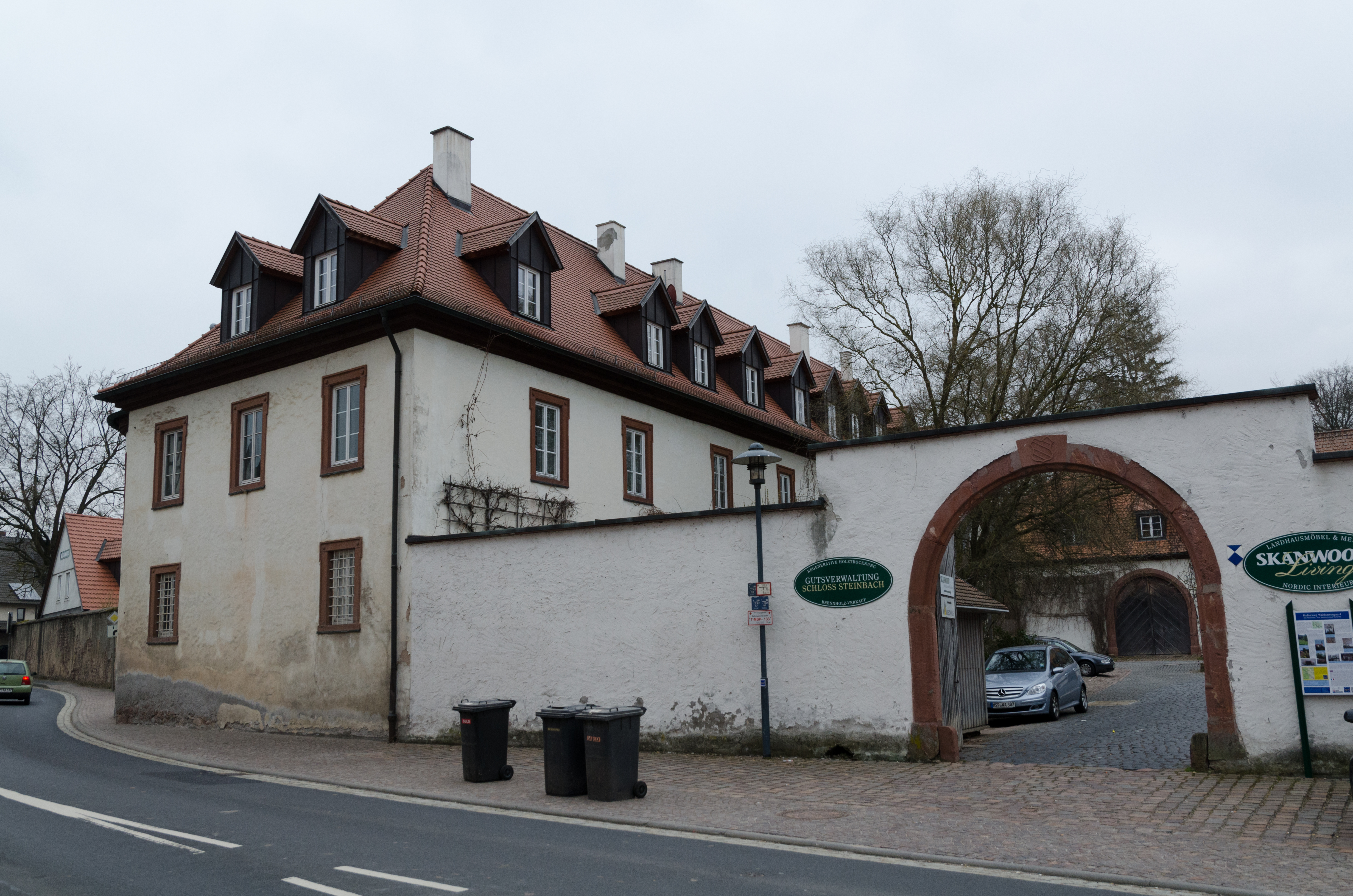
Hofmauer mit Portal am Alten Schloss

Das Schloss Steinbach ist eine denkmalgeschützte Schlossanlage im Ortsteil Steinbach der unterfränkischen Stadt Lohr am Main in Bayern. Zur Gesamtanlage gehören das sogenannte Alte Schloss, das sogenannte Neue Schloss, ein Brunnen im Schlosshof, die Schlossmauer mit einem Portal des 16. Jahrhunderts, der Schlosspark sowie Wirtschaftsgebäude.

## Geschichte
Die Voit von Rieneck hatten im 16. Jahrhundert die Herrschaft über Steinbach inne. Aus dieser Zeit stammt der noch erhaltene, schlichte zweigeschossige Flügel des Alten Schlosses mit seinem Walmdach. Zur Straßenseite hin schließt sich ein runder Wehrturm mit Verlies an, von einem Kegeldach bedeckt. Das Eingangsportal ist bauinschriftlich auf 1589 datiert.
Im Jahre 1625 kam die Stolzenberg-Linie derer von Hutten durch Heirat in den Besitz Steinbachs. Aus dieser Familie ging später auch Christoph Franz von Hutten hervor, der 1724 zum Fürstbischof von Würzburg aufstieg und das Hochstift bis 1729 regierte. Bereits seit 1690 nahm er die Aufgabe als Oberhaupt seiner im Ritterkanton Rhön-Werra inkorporierten Familie war. Für seinen in Steinbach lebenden Bruder Franz Ludwig ließ er von 1725 bis 1728 das Neue Schloss errichten. Die Pläne stammten höchstwahrscheinlich vom Würzburger Hofbaumeister Joseph Greissing, der wenige Jahre vorher für denselben Auftraggeber Christoph Franz das Huttenschlösschen in Würzburg errichtet hatte. Dafür spricht zudem die Bauausführung durch Greissings früheren Palier und Ehenachfahr Johann Leonhard Stahl d. Ä., der nach Greissings Tod dessen Witwe geheiratet hatte und auch die Großbaufirma zusammen mit Johann Leonhard Greissing weiterführte und auch zur selben Zeit am Würzburger Residenzbau tätig war. Stahl hatte außerdem in Steinbach bereits nach Plänen Greissings die Patronatskirche St. Joseph von 1718 bis 1721 ausgeführt. Das Schloss ist ein zweieinhalbgeschossiger Mansarddachbau mit pavillonartigen, kurzen Seitenflügeln an den Ecken. 1945, in den letzten Wochen des Zweiten Weltkriegs, wurde das Neue Schloss stark zerstört, jedoch anschließend in den ursprünglichen Formen wieder aufgebaut.

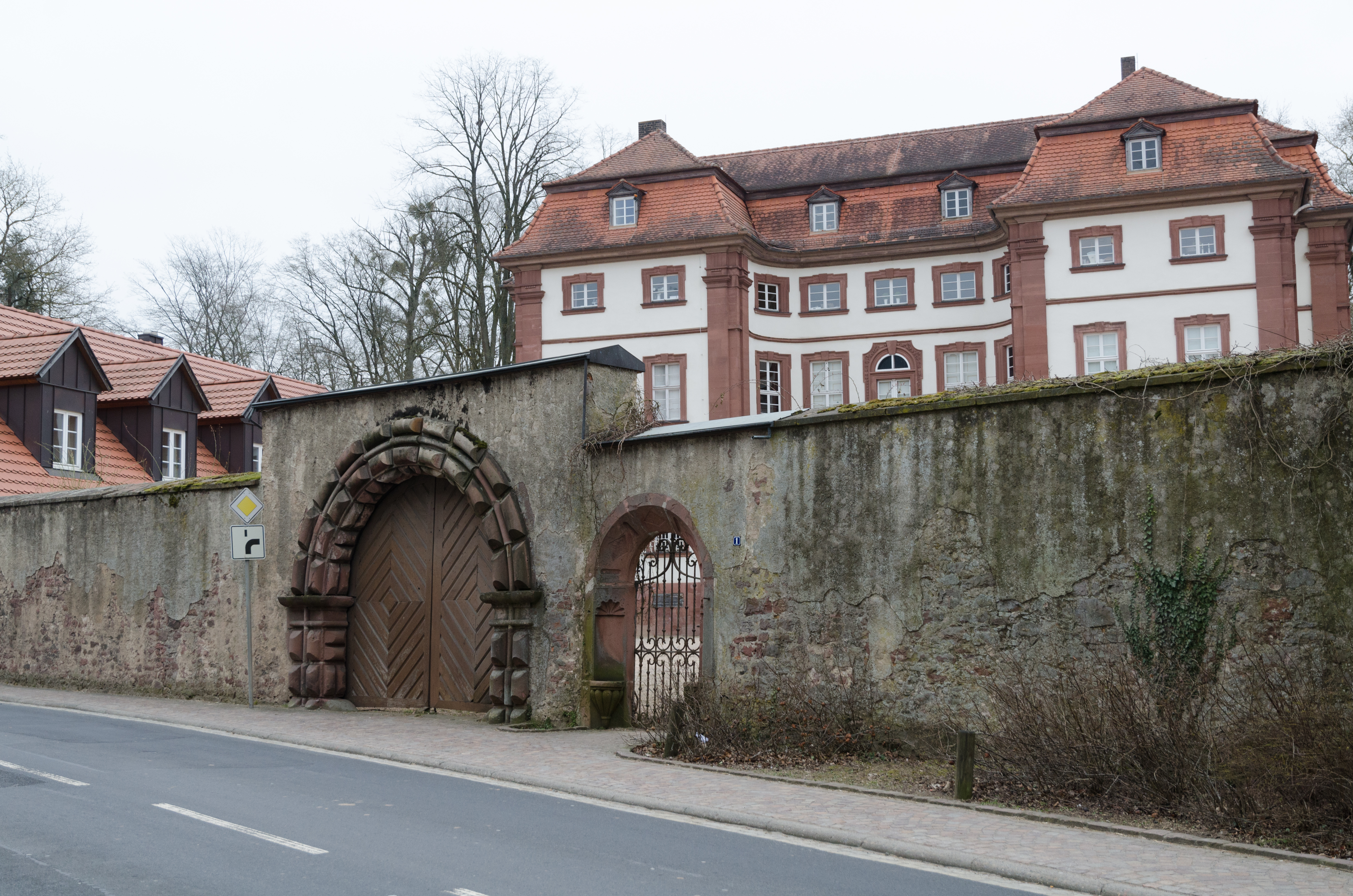
Schlossmauer mit Portal an der Nordseite
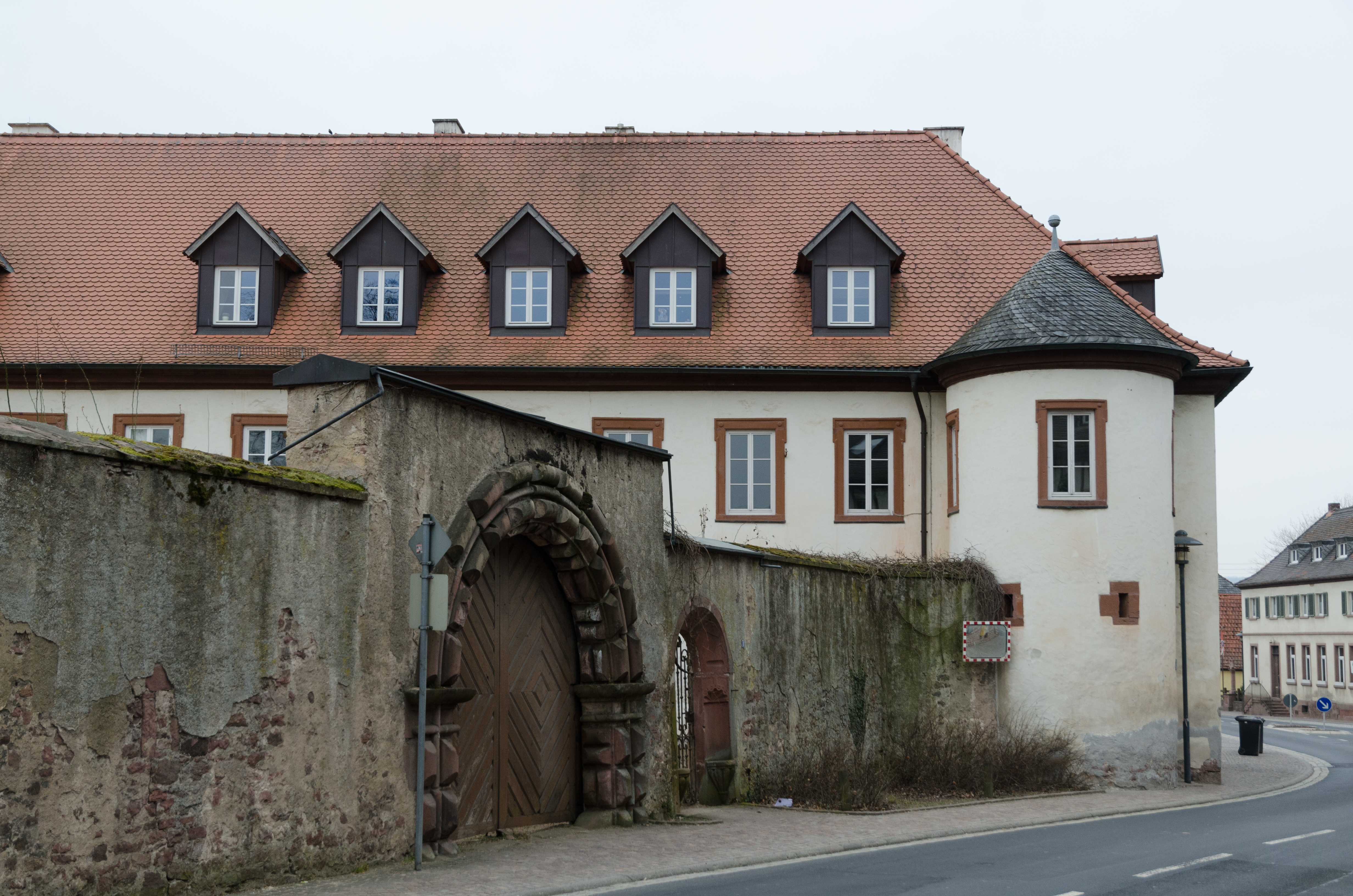
Altes Schloss, Ostseite
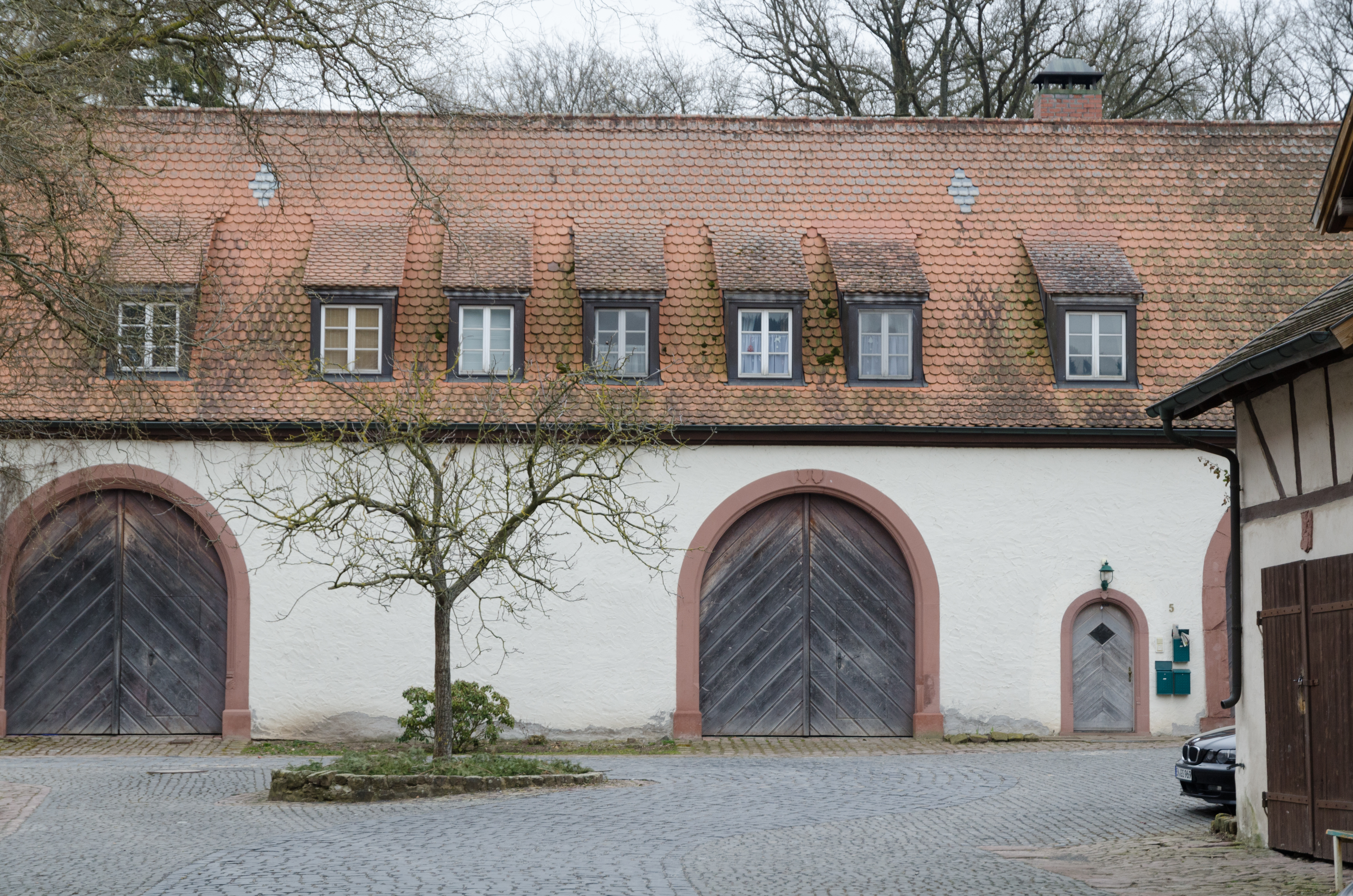
Südliches Wirtschaftsgebäude